# 阿莱西奥·福科尼
阿莱西奥·福科尼（義大利語：Alessio Foconi，1989年11月22日—），意大利男子击剑运动员。他在六岁时开始接触击剑。他曾获得2018年世界击剑锦标赛男子花剑个人冠军和男子花剑团体冠军。